# Казанський собор
Казанський кафедральний собор (собор Казанської Божої Матері) (Невський проспект, 25) — один з найбільших православних храмів Санкт-Петербургу, один із фасадів виходить на Невський проспект, інший — на Канал Грибоєдова. Кафедральний собор міста. До його будівництва статус кафедрального собору мав Петропавлівський, після нього — Ісаакіївський. У 90-і роки XX століття статус кафедрального знову повернули Казанському собору. Собор дав назву Казанському острову в дельті Неви, на якому він є, і Казанському мосту на перетині Невського проспекту і каналу Грибоєдова.
Довгий час був місцем зберігання однієї з головних святинь Російської Церкві — ікони Казанської Божої Матері, знайденою за Івана Грозного незабаром після завоювання Казані. Петро I розпорядився перевезти її з Москви (де її зберігали в однойменному храмі на Красній площі), у північну столицю, а в 1737, за царювання Анни Іванівни, для ікони звели Церкву Різдва Богородиці за проєктом архітектора Земцова, яка містилася на місці нинішнього фонтану. Павло I розпорядився замінити церкву, що занепала до того часу. Граф Олександр Сергійович Строганов, поблизу володінь якого будували храм, протегував свого колишнього кріпака Андрія Вороніхіна, за чиїм проєктом і спорудили собор.
Закладений у 1801, собор добудували після смерті Павла I, у 1811 році. Храм став пам'ятником перемозі у франко-російській війні 1812 року, в 1813—1814 сюди звозили прапори переможених французьких полків. Через рік після закінчення війни в соборі був похований фельдмаршал Кутузов, який помер у пруському місті Бунцлау. У 1837 році за проєктом скульптора Орловського на площі з'явилися статуї полководців Кутузова і Барклай-де-Толлі.

## Архітектура і оздоблення собору
Щодо зовнішності майбутнього храму Павло I розпорядився, щоб він був схожий на Собор Святого Петра у Ватикані. Прототипу він зобов'язаний величезною колонадою (96 колон), хоча якщо в Римі колонада замикає площу, то колонада Казанського собору розкривається до Невського проспекту. За допомогою колонади Вороніхін вирішив проблему, що поставала перед усіма будівельниками храмів на Невському. Проспект тягнеться із заходу на схід, так само організовуються і храм — на заході вхід, на сході — вівтар. Тому культові споруди вимушені стояти боком. Колонада зробила північну частину парадною. З півдня собор повинна була прикрашати така ж колонада, проте проєкт Вороніхіна так і не був доведений до кінця. Досі збереглися і два п'єдестали з боків колонади, до 1824 на них стояли гіпсові скульптури янголів, які повинні були бути замінені бронзовими.

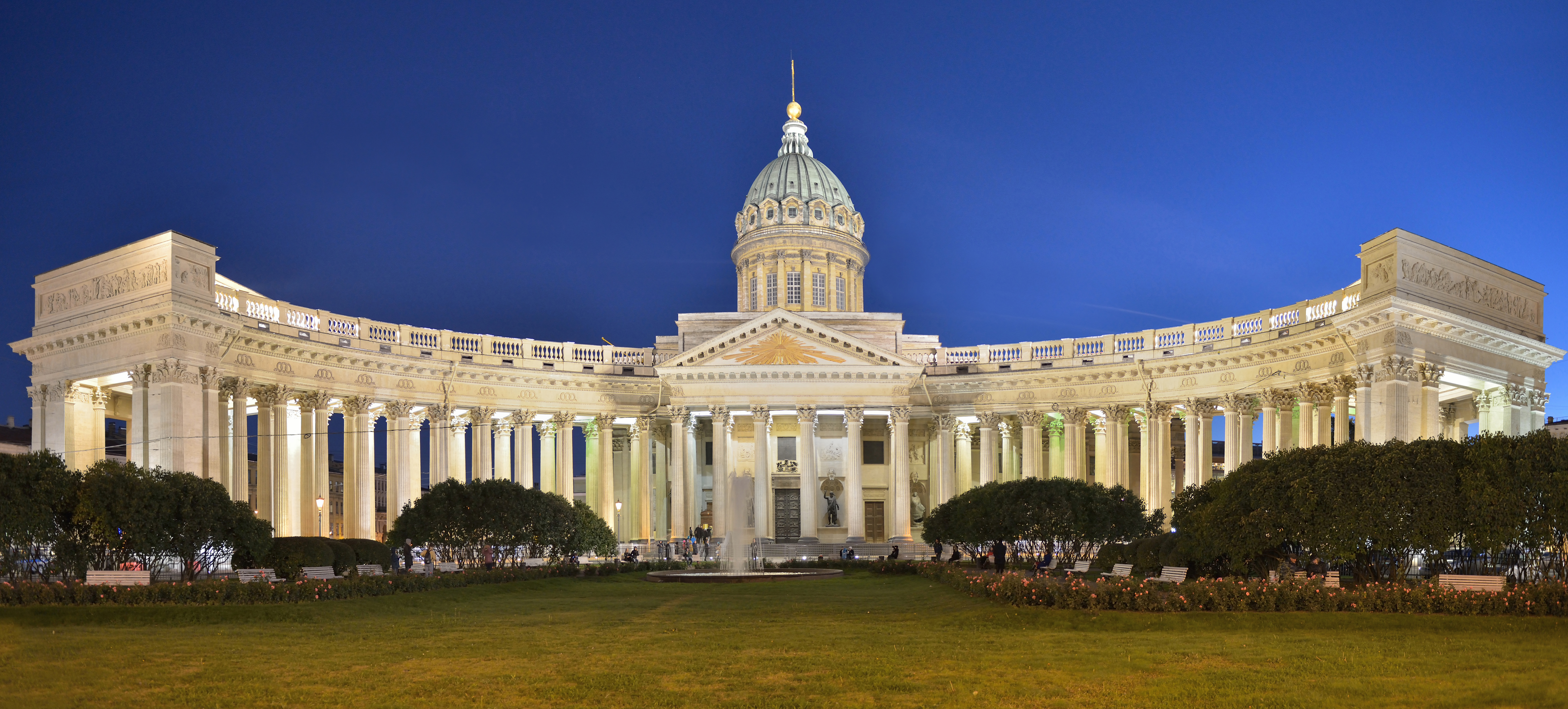
Казанський собор у 2015 році

## Світлини

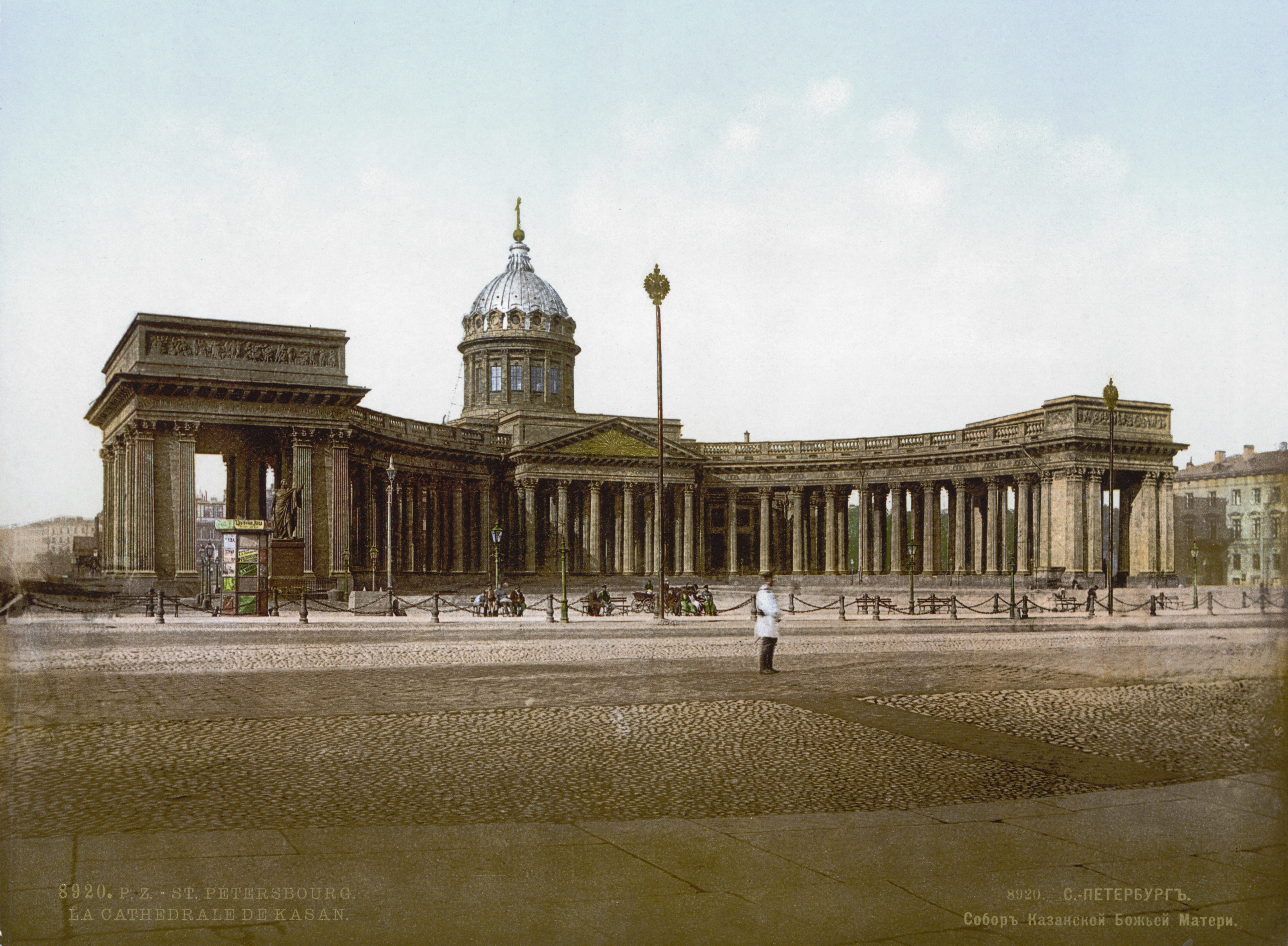
Казанський собор (XIX ст.)
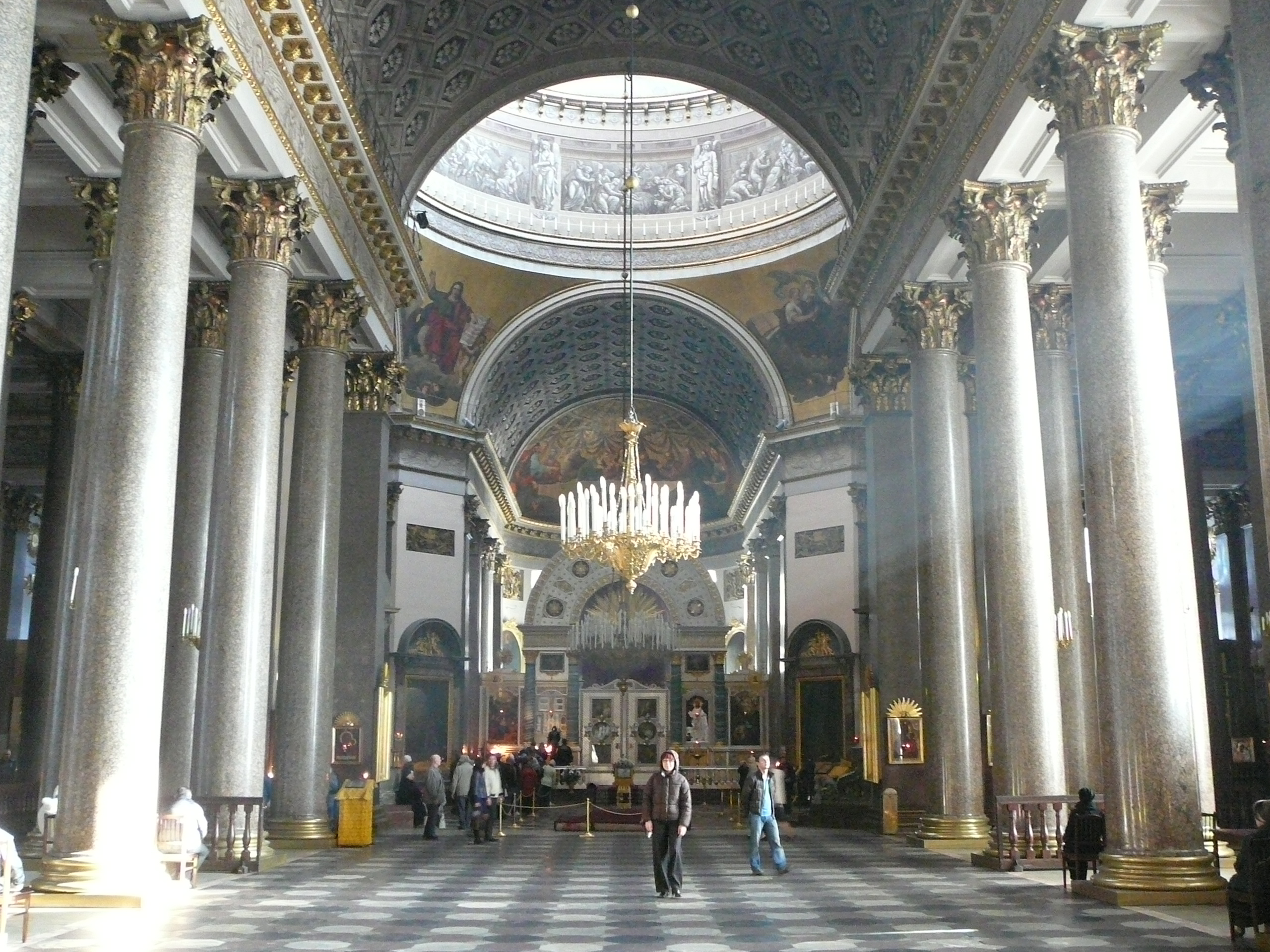
Інтер'єр собору